# Eritema tóxico
O eritema tóxico ou eritema neonatorum é uma erupção papular rósea com vesículas espalhadas pelo tórax, costas, nádegas e abdómen. Aparece nas primeiras 24-48 horas de vida de um bebé e desaparece passados alguns dias. 
Lesão sem causa conhecida, caracteristicamente fisiológica neste período de vida (recém-nato). Deve haver atenta diferenciação entre lesões patológicas, como o impetigo. 